# Beynat
Beynat település Franciaországban, Corrèze megyében. Lakosainak száma 1281 fő (2022. január 1.). Beynat Albignac, Albussac, Le Chastang, Lagleygeolle, Lanteuil, Ménoire, Palazinges, Le Pescher, Sainte-Fortunade és Sérilhac községekkel határos.

## Népesség
A település népességének változása:
| Lakosok száma | 1336 | 1101 | 1149 | 1217 | 1263 | 1284 | 1258 | 1245 | 1250 | 1281 |
|               | 1968 | 1982 | 1999 | 2006 | 2011 | 2015 | 2017 | 2018 | 2020 | 2022 |